# Taphrina sadebeckii
Taphrina sadebeckii Johanson – gatunek grzybów z klasy szpetczaków (Taphrinomycetes). Grzyb mikroskopijny, pasożyt olchy.

## Systematyka i nazewnictwo
Pozycja w klasyfikacji według Index Fungorum: Taphrina, Taphrinaceae, Taphrinales, Taphrinomycetidae, Taphrinomycetes, Taphrinomycotina, Ascomycota, Fungi.
Po raz pierwszy opisał go w 1886 r. Carl Johan Johanson. Synonim: Taphrina sadebeckii var. borealis Johanson 1885.

## Morfologia i objawy porażenia
Strzępki są cienkie, długie i podzielone warstwowymi przegrodami. Grzybnia rozwija się w naczyniach i przestrzeniach między komórkami miąższu żywiciela. W obszarze pod naskórkiem strzępki grzybni ulegają silnemu pogrubieniu i rozpadowi, tworząc bezkształtne i grubościenne komórki workotwórcze. W miarę dalszego rozwoju, komórki grzyba powiększają się i tworzą worki, które wydostają się na zewnątrz skórki żywiciela, rozrywając jej ściany komórkowe. Widoczne są w postaci nalotu na dolnej stronie liści, czasem także na górnej. Są cylindryczne z żółtawą zawartością. Mają wymiary 33–66 × 11–19 µm, najczęściej 41–53 × 15–16,5 µm.
Taphrina sadebeckii powoduje powstawanie średniej wielkości (do 10 mm średnicy), bladozielonych, lekko wypukłych plam na górnej stronie liści i okrągłych, żółtych lub biało-szarych plam na dolnej stronie liścia. Plamy te nigdy nie są połączone i nie powodują zwijania się liści, jak w przypadku Taphrina tosquinetii. Podczas rozwoju worków grzyba, porażone miejsca na liściach zmieniają barwę na brązową.

## Występowanie
Znane jest występowanie Taphrina sadebeckii w Kanadzie, niektórych krajach Europy i na Nowej Zelandii. W piśmiennictwie naukowym na terenie Polski do 2008 r. podano co najmniej 9 stanowisk.
Występuje na olszy szarej (Alnus incana) i olszy czarnej (Alnus glutinosa). W Polsce podano także dwa stanowiska na olszy omszonej (Alnus × pubescens).